# Avolta
Die Avolta AG (bis 2023 Dufry AG) mit Sitz in Basel ist ein börsennotierter Reisebedarf-Detailhändler. Das Unternehmen betreibt in 65 Ländern rund 2'300 Duty-free- und Duty-paid-Läden an Flughäfen, auf Kreuzfahrtschiffen, in Seehäfen, Bahnhöfen, Stadtzentren, Flugzeugen, auf Fähren und an Grenzübergängen.

## Geschichte

Logo der Dufry AG

Das Unternehmen wurde 1865 als Detailhandelsladen unter dem Firmennamen Weitnauer gegründet. 1948 stieg Weitnauer als Grosshändler in das Duty-free-Geschäft ein. Mit der Eröffnung seines ersten Duty-free-Ladengeschäftes 1953 in Paris begann das Unternehmen in diesem Bereich auch als Detailhändler tätig zu sein. 2003 wurde das Unternehmen in Dufry umbenannt und im Jahr darauf mit Reisebedarf-Detailhandel als Kerngeschäft strategisch neu ausgerichtet. Das Grosshandelsgeschäft und die nicht zum Kerngeschäft zählenden Aktivitäten wurden verkauft. Im Dezember 2005 ging das Unternehmen mittels IPO an die Börse.
In den Jahren 2006, 2007 und 2008 tätigte Dufry im Ausland mehrere grössere Akquisitionen. Dazu zählte die Übernahme von Brasif, dem grössten Betreiber von Duty-free-Läden in Brasilien. Mit der Hudson Group übernahm Dufry auch ein führendes Unternehmen auf dem nordamerikanischen Markt. 2014 wurde der Schweizer Konkurrent Nuance für 1,55 Mrd. Schweizer Franken übernommen.
Im Jahr 2015 übernahm Dufry die italienische Firma World Duty Free für 3,6 Mrd. Euro und baute somit ihren Stand auch in Europa und Asien aus.
Im Februar 2018 ging die nordamerikanische Tochter Hudson Group an die Börse. Die chinesische HNA Group erwarb im Frühjahr 2017 einen Anteil von 20,9 Prozent an Dufry, reduzierte ihn aber Anfang 2019 auf 3 Prozent.
Im Juli 2022 wurde die Übernahme von Autogrill angekündigt, die im Januar 2023 erfolgreich abgeschlossen wurde. Infolge der Übernahme wurde deren bisherige Eigentümerin Edizione srl, die Investmentgesellschaft der Familie Benetton, mit 27,5 % der Anteile zur größten Aktionärin von Dufry. Um den Zusammenschluss abzubilden, beschlossen die Aktionäre auf einer ausserordentlichen Hauptversammlung am 3. November 2023 die Umbenennung von Dufry in Avolta. Die bei den Konsumenten bekannten Markennamen wie Dufry, Autogrill, Hudson und World Duty Free werden jedoch in ihrer heutigen Form weitergeführt.
Mit Stand 31. Dezember 2023 hielt Edizione noch 22,17 %. Weitere größere Aktionäre (> 3 %) waren zu diesem Stichtag Advent International, Qatar Holding, Alibaba Group Holding, Richemont und BlackRock, die zusammen 49,1 % des Aktienkapitals  von Avolta repräsentierten.

## Kennzahlen
Das Unternehmen betreibt in 65 Ländern rund 2'300 Duty-free- und Duty-paid-Läden an Flughäfen, auf Kreuzfahrtschiffen, in Seehäfen, Bahnhöfen, Stadtzentren, Flugzeugen, auf Fähren und an Grenzübergängen. Dufry beschäftigte 2018 mehr als 36'000 Mitarbeiter und erwirtschaftete einen Umsatz von 8,685 Milliarden Schweizer Franken. Dufry verfügte 2017 über einen Marktanteil von rund 24 % im Reisebedarf-Detailhandel.

## Belege
1. 1 2  Annual Report 2024. Abgerufen am 2. Mai 2025 (englisch).
2. ↑  Pressemitteilung vom 10. September 2014 (Memento des Originals vom 18. September 2016 im Internet Archive)  Info: Der Archivlink wurde automatisch eingesetzt und noch nicht geprüft. Bitte prüfe Original- und Archivlink gemäß Anleitung und entferne dann diesen Hinweis. (engl.)
3. ↑  Sergio Aiolfi: Dufry übernimmt Konkurrenten World Duty Free: Position als Weltmarktführer gestärkt. In: Neue Zürcher Zeitung. 29. März 2015, ISSN 0376-6829 (nzz.ch [abgerufen am 28. März 2017]).
4. ↑  "Dufry AG Announces Closing of Hudson Ltd.’s Initial Public Offering" (englisch). Pressemitteilung, Dufry AG. 6. Februar 2018.
5. ↑  Sergio Aiolfi: Ende einer Geisterfahrt. In: www.nzz.ch. 6. Februar 2019, abgerufen am 18. Februar 2019.
6. ↑  Dufry: Dufry and Autogrill join forces to redefine Travel Experience globally. 11. Juli 2022, abgerufen am 11. Juli 2022. (englisch)
7. ↑  Aus Dufry wird Avolta. 3. November 2023, abgerufen am 17. August 2024.
8. ↑  Dufry hat Datum für Namensänderung bestimmt. 10. Oktober 2023, abgerufen am 17. August 2024.
9. ↑  Key Figures | Dufry. Abgerufen am 28. März 2017 (englisch).
10. ↑  Company Portrait | Dufry. Abgerufen am 28. März 2017 (englisch).